# فرودگاه اس‌ال‌ای‌اف انوردهاپورا
فرودگاه اس‌ال‌ای‌اف انوردهاپورا (به انگلیسی: SLAF Anuradhapura) یک فرودگاه نظامی با کد یاتا ACJ است که یک باند فرود آسفالت دارد و طول باند آن ۱۴۹۳ متر است. این فرودگاه در کشور سری‌لانکا قرار دارد و در ارتفاع ۸۹ متری از سطح دریا واقع شده است.

## شرکت‌های هواپیمایی و مقصدهای پروازی
| شرکت‌های هواپیمایی   | مقصدهای پروازی               |
| ------------------- | ---------------------------- |
| Air Senok           | چارتر: راتمالانا             |
| فیتس‌ایر             | چارتر: راتمالانا             |
| Helitours           | چارتر:راتمالانا              |
| Millennium Airlines | چارتر: باندرانیکی، راتمالانا |